# John Lundvik
John Lundvik (født 27. januar 1983) er en svensk sanger, sangskriver og tidligere sprinter. Han var en del af det atletiske team for IFK Växjö. Lundvik har også en sang-og sangskriverkarriere, hvor han har komponeret sange til film og brylluppet mellem kronprinsesse Victoria og Daniel Westling i 2010.
I 2018 konkurrerede han i Melodifestivalen med sin sang "My Turn" som endte på en 3. plads. Han skal repræsentere Sverige i Eurovision Song Contest 2019 med "Too Late for Love". I samme konkurrence vil han repræsentere Storbritannien som sangskriver med sangen "Bigger Than Us". Han havnede på 5. pladsen i finalen.